# Biblioteca de la Universidad Complutense de Madrid
La Biblioteca de la Universidad Complutense de Madrid (BUC) es un servicio de apoyo al aprendizaje, la docencia, la investigación y demás actividades relacionadas con los objetivos institucionales de la Universidad, constituida por todos los fondos bibliográficos y documentales cualquiera que sea su soporte material.

## Historia
La historia de la Biblioteca de Universidad Complutense (BUC) corre paralela a la de la propia Universidad. En 1499, se funda en Alcalá de Henares el Colegio Mayor de San Ildefonso, origen de la Universidad Complutense, a instancias del Cardenal Cisneros por concesión de una bula del Papa Alejandro VI. Contó con una excelente Biblioteca, no sólo en número, sino también en valor y calidad de sus fondos. 
En 1836 se traslada a Madrid la Universidad de Alcalá, pasando a denominarse Universidad Central. En 1841 se traslada su biblioteca, integrándose en ésta los fondos de la biblioteca de la Universidad de Alcalá. En 1845, con el Plan Pidal, se reorganiza la educación superior, y la Universidad pasará a denominarse Universidad Literaria de Madrid, la cual aglutinará todos los centros de enseñanza superior de Madrid, entre ellos, los Reales Estudios de San Isidro, convirtiéndolos ahora en facultades, y sus fondos pasarán a formar parte de la Biblioteca. En 1850 la Universidad pasa a llamarse de nuevo Universidad Central.
En 1927, por iniciativa de Alfonso XIII, se construyó la Ciudad Universitaria en Moncloa (Madrid). En ella se encuentran la mayor parte de las Facultades. En los años 70 se creó el Campus de Somosaguas, dentro del término municipal de Pozuelo de Alarcón.
En 1928 se inaugura el Pabellón Valdecilla, hoy sede de la Biblioteca Histórica Marqués de Valdecilla.
En 1930 pasa a denominarse Universidad de Madrid, nombre que mantendrá hasta 1970, año que adquiere el nombre definitivo de Universidad Complutense de Madrid. En este momento se crean nuevas facultades, y consecuentemente, nuevas bibliotecas.
En 2011 se inaugura la Biblioteca María Zambrano (BMZ), la Biblioteca más grande de la Comunidad de Madrid. Esto supondrá un considerable incremento de puestos de lectura y de servicios, ya que será la Biblioteca de la Universidad que amplíe el horario en aperturas extraordinarias por exámenes, y a partir del curso 2018/19 también permanecerá abierta los fines de semana y festivos.

## La BUCM

### Fondos
La BUCM cuenta con un importante fondo bibliográfico y documental:

#### Fondo histórico
El patrimonio bibliográfico se compone principalmente de la colección de la Biblioteca Histórica «Marqués de Valdecilla» (6.000 manuscritos de todas las épocas, 149 códices medievales, 190.000 libros impresos de los siglos XVI a XIX y 740 incunables) y el patrimonio bibliográfico de las bibliotecas de las Facultades.

#### Fondo moderno
El fondo moderno, en las bibliotecas de Facultades y Escuelas Universitarias, recoge los materiales especializados en las áreas de conocimiento sobre las distintas disciplinas que se imparten en la Universidad. Está formada por: 2.840.000 ejemplares de libros y monografías, 63.000 títulos de publicaciones periódicas en papel y electrónicas, 41.000 mapas, 20.000 CD-ROM’s, 30.000 títulos de DVD, 13.500 vídeos, 9.700 CD de música, y 16.000 microformas repartidos en las distintas bibliotecas de centros.

#### Colección Digital
Los usuarios acreditados de la Universidad Complutense de Madrid pueden acceder, tanto desde las instalaciones universitarias como desde su domicilio, a casi 31.278 libros electrónicos, 20.665 títulos de revistas electrónicas, más de un centenar de bases de datos, alrededor de 8.700 tesis doctorales digitalizadas, de las cuales cerca de 4.000 pueden ser consultadas libremente en Internet, 2.750 libros antiguos digitalizados, también de uso libre, y una selección de varios miles de recursos para la investigación existentes en Internet. Del conjunto de recursos electrónicos, además de los contratados por la BUCM y de uso restringido a la comunidad universitaria complutense de Madrid, los productos digitales de producción propia y de acceso gratuito y libre se organizan de la siguiente forma:
- Biblioteca Digital Dioscórides: manuscritos, incunables, fondo antiguo hasta el siglo XIX, incluye unos 2.750 libros digitalizados a texto completo, de incalculable valor.
- Archivo institucional e-prints: los docentes e investigadores de la UCM depositan sus documentos en acceso abierto (open access), incrementándose el acceso y la difusión de la investigación de la UCM más reciente. Abarca todas las materias científicas que se imparten en la Universidad y tipos de documentos diversos: tesis doctorales (cerca de 4.000), documentos de trabajo, artículos de revistas, actas de congresos, libros, capítulos de libros, etc.
- Portal de revistas científicas de la UCM: servicio orientado a la difusión de la investigación y a apoyar la edición electrónica de revistas científicas. Dispone de 67 revistas y de 23.255 artículos.

### Servicios bibliotecarios
La BUC proporciona servicios presenciales y no presenciales a la comunidad universitaria y a la sociedad en general:

#### Obtención de documentos
- Lectura en sala
- Préstamo a domicilio
- Renovaciones y reservas
- Préstamo interbibliotecario
- Acceso local y remoto a los recursos electrónicos

#### Información y atención al usuario
- Información bibliográfica
- Alertas bibliográficas
- Cursos de formación de usuarios
- Atención a personas con discapacidad

#### Apoyo a la docencia y a la investigación
- Edición electrónica: la BUCM colabora en la edición, publicación electrónica y difusión de sus materiales académicos e investigación (e-prints, tesis doctorales, artículos...)
- Gestores bibliográficos seleccionados para organizar la investigación y crear notas a pie de página, citas y bibliografías (RefWorks, Endnote, Procite)
- Bibliografías recomendadas por los docentes para las asignaturas que se imparten en las diferentes titulaciones
- Salas de lectura y de investigadores, hemerotecas y mediatecas, con más de 10 000 puestos de lectura que pueden ser utilizados por la comunidad universitaria y la sociedad en general
- Préstamo de ordenadores portátiles con acceso inalámbrico a la Red
- Conservación y Restauración de documentos: la Biblioteca Histórica cuenta con un Taller de Restauración montado con la más moderna maquinaria y atendido por especialistas en restauración y encuadernación

#### Comunicación y cultura
La BUC emprende distintas acciones para difundir sus fondos, las actividades que realiza y los materiales que elabora. Algunas de estas iniciativas son:
- Noticias: la Biblioteca informa en su página web de las últimas noticias, horarios, conferencias, seminarios, etc., y ofrece información profesional para los bibliotecarios. Cuenta con dos blogs: uno dirigido a toda la comunidad universitaria ("La biblioteca complutense informa") y otro a los bibliotecarios ("La biblioteca informa al bibliotecario"). Casi todos los centros cuentan con blogs específicos dirigidos a distintos tipos de usuarios.
- Exposiciones: la Biblioteca difunde su patrimonio bibliográfico mediante exposiciones en la Biblioteca Histórica "Marqués de Valdecilla" y en las bibliotecas de centros. Sus exposiciones virtuales están disponibles en la página web. Igualmente, la biblioteca colabora en la organización de exposiciones de otras instituciones que requieran la presencia de fondos pertenecientes a su patrimonio bibliográfico y documental
- Web 2.0: la Biblioteca Complutense se acerca a sus usuarios a través de todos los recursos que oferta la web social para promover un intercambio de opiniones. En esa línea se ha creado una página en Facebook ; además de un canal en Youtube, y cuentas  Twitter.

### Estructura
La Biblioteca se estructura a través de un sistema bibliotecario único, descentralizado en bibliotecas de centros y coordinado a través de la Dirección de la Biblioteca.
Los Servicios Centrales son los encargados de coordinar los procesos técnicos y los servicios a los usuarios que se prestan en las bibliotecas que componen la Biblioteca de la Universidad Complutense. Estas Bibliotecas de centros, que se encuentran en las distintas facultades, están encargadas de ofrecer los servicios bibliotecarios a estudiantes, profesores e investigadores en las diferentes disciplinas.

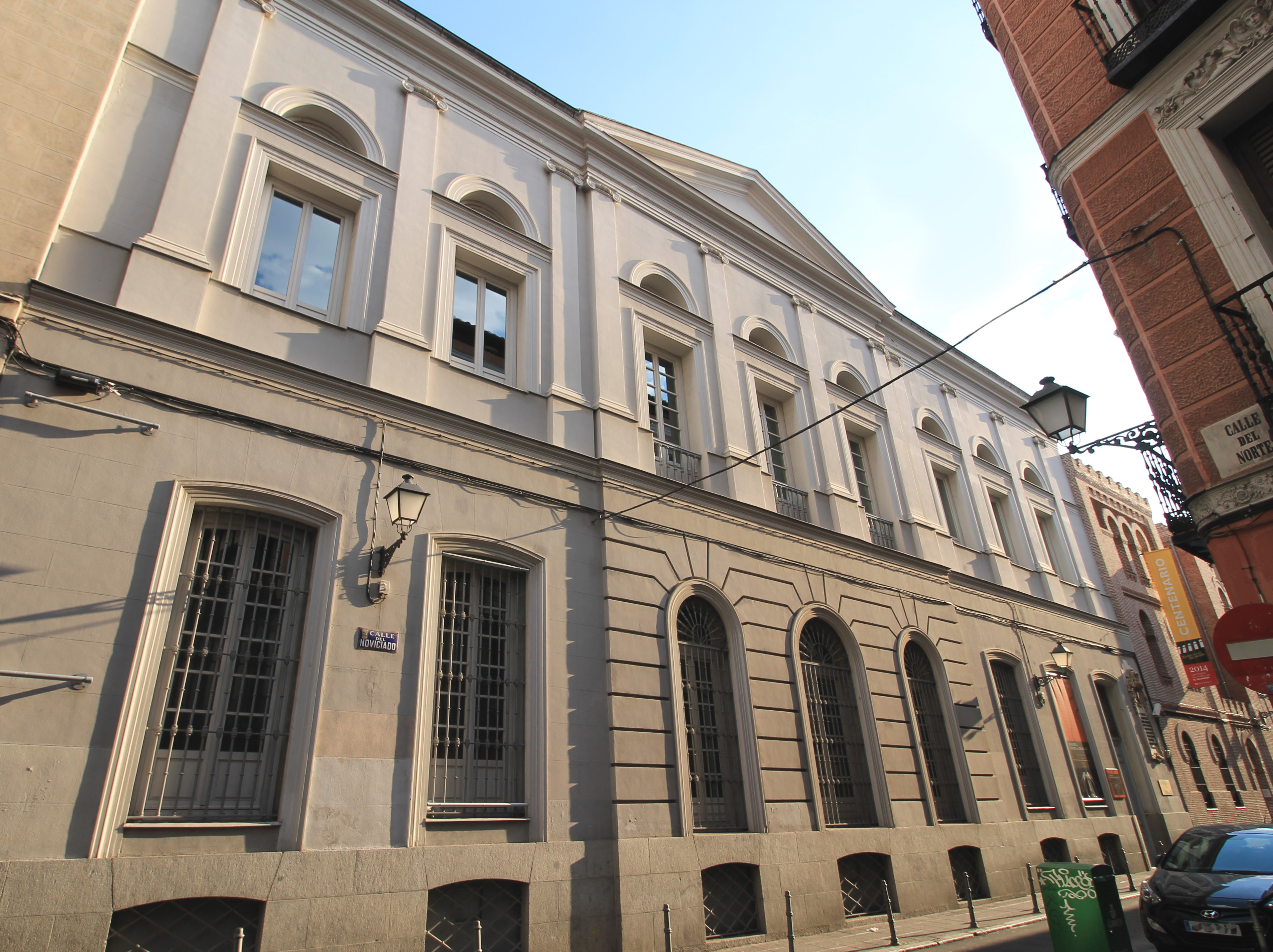
Fachada de la Biblioteca Histórica Marqués de Valdecilla, en la calle Noviciado.

#### Biblioteca Histórica «Marqués de Valdecilla»
La Biblioteca Histórica "Marqués de Valdecilla" conserva y difunde el patrimonio bibliográfico de la UCM anterior al siglo XIX. Alberga la colección de libros antiguos, manuscritos e incunables de la Universidad y es la segunda mayor biblioteca de fondo antiguo de Madrid, tras la Biblioteca Nacional de España.
Se encarga de la gestión, mantenimiento, conservación y difusión del patrimonio histórico bibliográfico de la Universidad Complutense de Madrid.
Se conservan en ella los fondos de los Reales Estudios de San Isidro, antes Colegio Imperial de los Jesuitas, y de los Colegios de Alcalá, tanto el Colegio Mayor de San Ildefonso, como los otros Colegios Menores y del Real Colegio de Medicina y Cirugía de San Carlos, el Real Colegio de Farmacia, la Escuela de Veterinaria, Escuela Normal de Maestros, etc., y de numerosas bibliotecas privadas.

#### Bibliotecas de centros
Tienen la responsabilidad del impacto de los servicios bibliotecarios sobre la comunidad universitaria. Las bibliotecas de Facultades están interconectadas a través de la red de datos de la UCM. Desde cualquiera de ellas se puede acceder al catálogo de la BUCM y utilizar indistintamente sus servicios. Se agrupan en cuatro grandes áreas, existiendo cinco bibliotecas coordinadoras de área, debido al desdoblamiento de la de Ciencias Sociales:

##### Humanidades
- Geografía e Historia, coordinadora de área
- Bellas Artes
- Educación
- Filología
- Filosofía

##### Ciencias de la Salud
- Medicina, coordinadora de área
- Enfermería, Fisioterapia y Podología
- Farmacia
- Investigaciones Oftalmológicas «Ramón Castroviejo»
- Odontología
- Óptica y Optometría
- Psicología
- Veterinaria

##### Ciencias Sociales
- Ciencias Económicas y Empresariales, coordinadora de área del Campus de Somosaguas
- Derecho, coordinadora de área de Moncloa
- Centros de Documentación Europea
- Ciencias de la Documentación
- Ciencias de la Información
- Ciencias Políticas y Sociología
- Criminología
- Estudios Empresariales
- Relaciones Laborales
- Trabajo Social

##### Ciencias Experimentales
- Ciencias Matemáticas, coordinadora de área
- Ciencias Biológicas
- Ciencias Físicas
- Ciencias Geológicas
- Ciencias Químicas
- Estadística
- Informática

### Cooperación bibliotecaria
La BUCM forma parte de asociaciones nacionales e internacionales encaminadas a potenciar la cooperación bibliotecaria y la optimización de sus recursos. La BUCM participa en:
- REBIUN, Red de Bibliotecas Universitarias Españolas.
- Liber, Ligue des Bibliothèques Européennes de Recherche.
- Ha suscrito un Convenio de colaboración con la AECID (Agencia Española de Cooperación internacional para el Desarrollo) para compartir recursos de gestión e información y colabora con la Fundación Dialnet.
- Participa en otras asociaciones nacionales e internacionales, en proyectos como Google Libros (de digitalización del fondo de dominio público), el repositorio digital HathiTrust y Europeana Libraries, entre otros.

También, varios bibliotecarios forman parte de los grupos de trabajo de la IFLA o están integrados en las asociaciones de bibliotecarios y documentalistas, SEDIC y ANABAD. También participan en las Brigadas Internacionalistas de Bibliotecarios y Archiveros

### Historia de la BUCM
- Apuntes para el estudio de las bibliotecas universitarias hasta el siglo XIX: el Colegio Mayor de San Ildefonso / Mª Elena Sotelo Martín. — [Guadalajara : Institución de Estudios Complutense, [etc.], 2001]
- La biblioteca de la Universidad Complutense (1508–1836) / Cecilia Fernández Fernández; dirigida por Ángel Riesco Terrero. — Tesis inédita de la Universidad Complutense de Madrid, Facultad de Geografía e Historia, Departamento de Ciencias y Técnicas Historiográficas, leída el 18–06–2001
- Torres Santo Domingo M. La biblioteca de la Universidad de Madrid: 1898–1939. Madrid: Universidad Complutense de Madrid; 2000.
- La biblioteca de los Reales Estudios de San Isidro de Madrid (su historia hasta la integración en la Universidad Central) / Aurora Miguel Alonso. — Madrid: Fundación Universitaria Española, 1996
- La Biblioteca de San Isidro antes de ser pública / [por Toribio del Campillo...]. — Madrid: Revista de Archivos, Bibliotecas y Museos, 1873.
- De la Fuente V. Formación y vicisitudes de la Biblioteca Complutense. Madrid: Universidad de Madrid; 1870.
- Historia de la Biblioteca de la Universidad Complutense de Madrid / Coordinadores, Mª Cristina Gállego Rubio y Juan Antonio Méndez Aparicio. — Madrid: Editorial Complutense, 2007
- Inventarios de las bibliotecas de jesuitas en la colección Biblioteca de Cortes de la Real Academia de la Historia / M. Isabel García-Monge Carretero. — [Salamanca]: Instituto de Historia del Libro y de la Lectura, [2004]
- Fernández Fernández C. La labor educadora de Cisneros y la primera biblioteca del renacimiento en España. Anales de Documentación. 2002; 5:81–97.
- Nuevos datos para la historia de la Biblioteca de la Universidad Complutense: la Librería del Colegio Máximo de Alcalá de la Compañía de Jesús / Aurora Miguel Alonso. — [Salamanca]: Instituto de Historia del Libro y de la Lectura, [2004]
- La obra de Oliver Legipont y la biblioteca de San Isidro, en Madrid / Aurora Miguel Alonso. — [Madrid]: Asociación Española de Archiveros, Bibliotecarios, Museólogos y Documentalistas, [1987]
- Sánchez Mariana M. El primer Director de la Biblioteca de la Universidad de Madrid: Agustín García de Arrieta. Madrid: Biblioteca de la Universidad Complutense de Madrid; 2006.

### La BUC en 2018
- Memoria de la BUC 2017-2018

## Normativa de la BUC
- Reglamento de la BUCM, aprobado por el Consejo de Gobierno de la UCM el 5 de diciembre de 2006
- Normas de funcionamiento de los servicios de sala y préstamo, aprobadas en Comisión de Biblioteca de 3 de julio de 2018.
- Reglamento para uso y conservación de los fondos antiguos y valiosos de la BUC, aprobado en Junta de Gobierno de 18 de diciembre de 1992.
- Política institucional de Acceso Abierto a la producción científica y académica de la UCM, aprobada en Consejo de Gobierno de 27 de mayo de 2014